# せんだいデザインリーグ
せんだいデザインリーグは、仙台建築都市学生会議とせんだいメディアテーク (smt) とが共同主催して仙台市で開催されている、建築分野における全国規模の卒業制作展。例年3月に、smtを主会場に開催されている。
「卒業設計の甲子園」とも呼ばれる「卒業設計日本一決定戦」が開催されている。

## 概要
2002年（平成14年）3月に初開催され、翌年から「卒業設計日本一決定戦」が開催されている。
それまで学生対象のコンペとして、建築学生・設計大賞が知られていたが、主宰者であった大日本土木の民事再生法申請により2001年の開催を最後に終了となった。そのため、建築学生・設計大賞において審査員であった隈研吾を始めとする建築家が、建築を学ぶ学生のためのコンペティションは必要不可欠であるとして、卒業設計日本一決定戦が生まれた。
現在では全国の大学・専門学校から数多くの作品が出展されるようになり、日本最大規模の卒業設計展およびコンペに成長した。そのため、「卒業設計の甲子園」とも呼ばれる。
2008年（平成20年）には、イギリスの建築・デザイン雑誌「BLUEPRINT」に『世界で最も熱い学生イベント』として紹介され、2009年（平成21年）の大会にはアメリカ合衆国・プリンストン大学の学生が観覧に訪れるなど、国際的な注目も集めている。

## 内容
出展された建築模型の「展示」と「卒業設計日本一決定戦」を中心とし、特別企画として「梱包日本一決定戦」を開催している。
出展数や観客数が増加してきたため、近年はせんだいメディアテーク (smt) で展示をし、卒業設計日本一決定戦の公開審査（ファイナル）は東北大学百周年記念会館・川内萩ホールで行われるようになった。公開審査の模様は生中継でsmt内のいくつかの階でも見られるようになっており、Twitter上では学生同士の議論も同時進行している。

### 卒業設計日本一決定戦
第1回せんだいデザインリーグで行われた「仙台建築アワード2002」をもとに、2003年（平成15年）3月の第2回せんだいデザインリーグより開催されている。出展された作品の中から賞を選出し、上から日本一（賞金10万円）、日本二（賞金5万円）、日本三（賞金3万円）（各1名ずつ）と特別賞（2〜3名）が授与される。
審査では参加作品から予選で100作品程度にしぼり、セミファイナルで10作品程度を選出し、ファイナルで受賞者を決定する。予選の翌日午前がセミファイナル、午後がファイナルという過密な日程が組まれている。
毎年5-6人の著名な建築家が審査員として招待され、各賞の選出にあたる。審査過程はすべて公開されており、審査を観戦するために建築を学ぶ学生をはじめとして約4000人が会場に詰めかける。

### 梱包日本一決定戦
不充分な梱包によって出展作品の破損が後を絶たないため、2008年（平成20年）3月の第7回せんだいデザインリーグより特別企画として開催している。当企画により、破損の数が激減したという。
2008年は、日本一1点、特別賞2点が選出された。2009年は、日本一、日本二、日本三、および、特別賞が各1点ずつ選出された。2010年は、日本一、日本二、日本三が各1点ずつ選出された。

## 沿革

### 日程・会場
| 回 | 年     | せんだいデザインリーグ 卒業設計日本一決定戦 | せんだいデザインリーグ 卒業設計日本一決定戦 | せんだいデザインリーグ 卒業設計日本一決定戦 | せんだいデザインリーグ 卒業設計日本一決定戦 | 出展作品数 | 登録作品数 |
| 回 | 年     | 展示                                        | 展示                                        | 公開審査（ファイナル）                      | 公開審査（ファイナル）                      | 出展作品数 | 登録作品数 |
| 回 | 年     | 期間                                        | 会場                                        | 開催日                                      | 会場                                        | 出展作品数 | 登録作品数 |
| -- | ------ | ------------------------------------------- | ------------------------------------------- | ------------------------------------------- | ------------------------------------------- | ---------- | ---------- |
| 0  | 2002年 | 3月9日〜17日                                | smt                                         | －                                          | －                                          |            |            |
| 1  | 2003年 | 3月9日〜11日                                | smt                                         | 3月9日                                      | smt オープンスクエア                        | 152        | 232        |
| 2  | 2004年 | 3月10日〜16日                               | smt                                         | 3月14日                                     | smt ギャラリー4200                          | 207        | 307        |
| 3  | 2005年 | 3月11日〜15日                               | smt                                         | 3月13日                                     | smt ギャラリー4200                          | 317        | 523        |
| 4  | 2006年 | 3月12日〜16日                               | smt                                         | 3月12日                                     | smt ギャラリー4200                          | 374        | 578        |
| 5  | 2007年 | 3月11日〜15日                               | smt                                         | 3月11日                                     | smt オープンスクエア                        | 477        | 708        |
| 6  | 2008年 | 3月9日〜15日                                | smt                                         | 3月9日                                      | 仙台国際センター 大ホール                   | 498        | 631        |
| 7  | 2009年 | 3月8日〜15日                                | smt                                         | 3月8日                                      | 東北大学百周年記念会館 川内萩ホール         | 527        | 776        |
| 8  | 2010年 | 3月7日〜14日                                | smt                                         | 3月7日                                      | 東北大学百周年記念会館 川内萩ホール         | 554        | 692        |
| 9  | 2011年 | 3月6日〜11日                                | smt                                         | 3月6日                                      | 東北大学百周年記念会館 川内萩ホール         | 531        | 713        |
| 10 | 2012年 | 3月5日〜10日                                | smt                                         | 3月5日                                      | 東北大学百周年記念会館 川内萩ホール         | 450        | 570        |
| 11 | 2013年 | 3月10日〜17日                               | smt                                         | 3月10日                                     | 東北大学百周年記念会館 川内萩ホール         | 415        | 777        |
| 12 | 2014年 | 3月9日〜16日                                | smt                                         | 3月9日                                      | 東北大学百周年記念会館 川内萩ホール         | 411        | 555        |
| 13 | 2015年 | 3月1日〜6日                                 | smt                                         | 3月1日                                      | 東北大学百周年記念会館 川内萩ホール         | 350        | 461        |
| 14 | 2016年 | 3月6日〜13日                                | smt                                         | 3月6日                                      | smt オープンスクエア                        | 385        | 545        |
| 15 | 2017年 | 3月5日〜12日                                | smt                                         | 3月5日                                      | smt オープンスクエア                        | 352        | 511        |
| 16 | 2018年 | 3月4日〜11日                                | smt                                         | 3月4日                                      | smt オープンスクエア                        | 332        | 458        |
| 17 | 2019年 | 3月3日〜10日                                | smt                                         | 3月3日                                      | smt オープンスクエア                        | 333        | 491        |
| 18 | 2020年 | －                                          | －                                          | 3月8日                                      | smt ギャラリー3300                          | 242        | 425        |
| 19 | 2021年 | 3月7日〜14日                                | smt                                         | 3月7日                                      | smt オープンスクエア                        | 377        | 519        |
| 20 | 2022年 | 3月7日〜13日                                | smt                                         | 3月6日                                      | smt オープンスクエア                        | 405        | 625        |
| 21 | 2023年 | 3月5日〜12日                                | 仙台フォーラス                              | 3月5日                                      | smt オープンスクエア                        | 433        | 597        |
| 22 | 2024年 | 3月3日〜10日                                | smt                                         | 3月3日                                      | smt オープンスクエア                        | 470        | 763        |
| 23 | 2025年 | 3月9日〜16日                                | smt                                         | 3月9日                                      | smt オープンスクエア                        | 458        | 688        |

### 審査員
| 回 | 年     | 審査員長 | 審査員         | 審査員                 | 審査員     | 審査員       | 審査員     | 審査員     |
| -- | ------ | -------- | -------------- | ---------------------- | ---------- | ------------ | ---------- | ---------- |
| 1  | 2003年 | 伊東豊雄 | 阿部仁史       | 塚本由晴               | 小野田泰明 | 仲隆介       | 槻橋修     | 本江正茂   |
| 2  | 2004年 | 伊東豊雄 | 阿部仁史       | 乾久美子               | 小野田泰明 | 竹山聖       |            |            |
| 3  | 2005年 | 石山修武 | 青木淳         | 宮本佳明               | 竹内昌義   | 本江正茂     |            |            |
| 4  | 2006年 | 藤森照信 | 小川晋一       | 曽我部昌史             | 小野田泰明 | 五十嵐太郎   |            |            |
| 5  | 2007年 | 山本理顕 | 古谷誠章       | 永山祐子               | 竹内昌義   | 中田千彦     |            |            |
| 6  | 2008年 | 伊東豊雄 | 新谷眞人       | 五十嵐太郎             | 遠藤秀平   | 貝島桃代     |            |            |
| 7  | 2009年 | 難波和彦 | 妹島和世       | 五十嵐太郎             | 梅林克     | 平田晃久     |            |            |
| 8  | 2010年 | 隈研吾   | ヨコミゾマコト | アストリッド・クライン | 石上純也   | 小野田泰明   |            |            |
| 9  | 2011年 | 小嶋一浩 | 西沢大良       | 乾久美子               | 藤村龍至   | 五十嵐太郎   |            |            |
| 10 | 2012年 | 伊東豊雄 | 塚本由晴       | 重松象平               | 大西麻貴   | 櫻井一弥     |            |            |
| 11 | 2013年 | 高松伸   | 内藤廣         | 宮本佳明               | 手塚由比   | 五十嵐太郎   |            |            |
| 12 | 2014年 | 北山恒   | 新居千秋       | 藤本壮介               | 貝島桃代   | 五十嵐太郎   |            |            |
| 13 | 2015年 | 阿部仁史 | 山梨知彦       | 中山英之               | 松岡恭子   | 五十嵐太郎   |            |            |
| 14 | 2016年 | 西沢立衛 | 手塚貴晴       | 田根剛                 | 成瀬友梨   | 倉方俊輔     | 小野田泰明 | 福屋粧子   |
| 15 | 2017年 | 千葉学   | 木下庸子       | 谷尻誠                 | 豊田啓介   | 川島範久     | 浅子佳英   | 中田千彦   |
| 16 | 2018年 | 青木淳   | 赤松佳珠子     | 磯達雄                 | 五十嵐淳   | 門脇耕三     | 辻琢磨     | 中田千彦   |
| 17 | 2019年 | 平田晃久 | トム・ヘネガン | 西澤徹夫               | 武井誠     | 栃澤麻利     | 家成俊勝   | 中川エリカ |
| 18 | 2020年 | 重松象平 | 永山祐子       | 金田充弘               | 野老朝雄   | 冨永美保     |            |            |
| 19 | 2021年 | 乾久美子 | 吉村靖孝       | 藤原徹平               | 岡野道子   | 小田原のどか |            |            |
| 20 | 2022年 | 藤本壮介 | 秋吉浩気       | 安藤僚子               | 石川初     | 金野千恵     |            |            |
| 21 | 2023年 | 塚本由晴 | 岩瀬諒子       | 藤野高志               | サリー楓   | 川勝真一     |            |            |
| 22 | 2024年 | 大西麻貴 | 畝森泰行       | 冨永祥子               | 鳴川肇     | 馬場正尊     |            |            |
| 23 | 2025年 | 重松象平 | 忽那裕樹       | 松田法子               | 増田信吾   | 山田紗子     |            |            |

せんだいメディアテークの設計者である伊東豊雄や、仙台建築都市学生会議のアドバイザリーを務める先生方を中心に、複数回審査員を務めている。
以下に、複数回審査員を務めた方々を示す。
- 五十嵐太郎、7回（2006年、2008年、2009年、2011年、2013年、2014年、2015年）
- 小野田泰明、5回（2003年、2004年、2006年、2010年、2016年）
- 伊東豊雄、4回うち審査委員長4回（2003年、2004年、2008年、2012年）
- 阿部仁史、3回うち審査委員長1回（2003年、2004年、2015年）
- 乾久美子、3回うち審査委員長1回（2004年、2011年、2021年）
- 塚本由晴、3回うち審査委員長1回（2003年、2012年、2023年）
- 中田千彦、3回（2007年、2017年、2018年）
- 重松象平、3回うち審査委員長2回（2012年、2020年、2025年）
- 本江正茂、2回（2003年、2005年）
- 竹内昌義、2回（2005年、2007年）
- 宮本佳明、2回（2005年、2013年）
- 貝島桃代、2回（2008年、2014年）
- 青木淳、2回うち審査委員長1回（2005年、2018年）
- 平田晃久、2回うち審査委員長1回（2009年、2019年）
- 永山祐子、2回（2007年、2020年）
- 藤本壮介、2回うち審査委員長1回（2014年、2022年）
- 大西麻貴、2回うち審査委員長1回（2012年、2024年）

## 大会後

### 巡回展
2006年（平成18年）から2012年（平成24年）まで、「卒業設計日本一展」との名称で、入賞作品などを展示する巡回展が日本各地で開催されていた。以下に、各年ごとの開催都市を示す。
- 2006年：東京・京都
- 2007年：東京・名古屋・京都・福岡
- 2008年：東京・金沢・名古屋・京都・福岡
- 2009年：札幌・東京・金沢・名古屋・京都[9]
- 2010年：東京・京都[10]
- 2011年[11][12]：東京[13]・京都[14]・金沢[15]
- 2012年[16]：東京[17]・京都[18][19]

### 公式書籍
2006年（平成18年）より、各年の大会公式記録である「卒業設計日本一決定戦オフィシャルブック」が建築資料研究社から発刊されている。

### 放送・DVD
鹿島建設の提供で仙台放送が大会の模様を1時間番組にして、2008年（平成20年）より4月下旬に宮城県で放送している。なお、仙台放送が番組のDVDを2016年まで発売していた。2017年からはFODで配信している。
また、2009年には、ケーブルテレビのCAT-VおよびJ:COM仙台キャベツで放送されている番組「みんなのテレビ」において、大会直前の模様が放送された。
- 2008年4月29日 仙台放送「未来の街は僕らが創る」[20]
  - 出演者：アンガールズ、早坂牧子（仙台放送アナ）。
  - 5月3日にBSフジでも放送。
- 2009年2月20日 CAT-V・キャベツ「みんなのテレビ」『卒業設計日本一決定戦』[21]
  - 出演者：仙台建築都市学生会議のメンバー
- 2009年4月29日 仙台放送「僕らと街の未来設計図」[5]
  - 出演者：アンジャッシュ、早坂牧子（仙台放送アナ）。
  - ナレーター：平塚裕子
- 2010年4月29日 仙台放送「発見! 僕らの未来建築」
  - 出演者：アンガールズ、中村明花、早坂牧子（仙台放送アナ）。
- 2011年 仙台放送「動け!僕らの未来都市」
  - 出演者：アンガールズ、森絵梨佳、早坂牧子（仙台放送アナ）。
- 2012年 仙台放送「僕らが描く未来の街」
  - 出演者：アンガールズ、森田美位子、飯田菜奈（仙台放送アナ）。
- 2013年4月29日 仙台放送「描け！僕らの未来地図」[22]
  - 出演者：アンガールズ、飯田菜奈（仙台放送アナ）、三宅ひとみ（アイドリング!!!）。
- 2014年4月29日 仙台放送「未来を創る僕らの建築」[23]
  - 出演者：アンガールズ、飯田菜奈（仙台放送アナ）、三宅ひとみ（アイドリング!!!）。
- 2015年4月29日 仙台放送「創れ!僕らの未来都市」[24]
  - 出演者：アンガールズ、飯田菜奈（仙台放送アナ）。
- 2016年4月29日 仙台放送「冒険！僕らの未来建築」
  - 出演者：アンガールズ、飯田菜奈（仙台放送アナ）。
- 2017年4月29日 仙台放送「未来を彩る僕らの建築～せんだいデザインリーグ2017～」
  - 出演者：アンガールズ、飯田菜奈（仙台放送アナ）。
- 2018年4月30日 仙台放送「開け！情熱の未来建築～せんだいデザインリーグ2018～」
  - 出演者：アンガールズ、飯田菜奈（仙台放送アナ）。
- 2019年4月29日 仙台放送「建築学生の熱き想い！～せんだいデザインリーグ2019～」
  - 出演者：アンガールズ、飯田菜奈（仙台放送アナ）。
- 2020年4月29日 仙台放送「つなげ！僕らの未来都市！～せんだいデザインリーグ2020～」
  - 出演者：アンガールズ、飯田菜奈（仙台放送アナ）。
- 2021年4月29日 仙台放送「ひらけ！建築のトビラ～せんだいデザインリーグ2021～」
  - 出演者：アンガールズ、飯田菜奈（仙台放送アナ）。
- 2022年4月29日 仙台放送「未来アーキテクチャー　せんだいデザインリーグ2022」
  - 出演者：アンガールズ、飯田菜奈（仙台放送アナ）。
- 2023年5月3日 仙台放送「情熱！未来クリエイト　せんだいデザインリーグ2023」[25]
  - 出演者：アンガールズ、飯田菜奈（仙台放送アナ）。
- 2024年4月29日 仙台放送「情熱！未来クリエイト　せんだいデザインリーグ2024」
  - 出演者：アンガールズ、飯田菜奈（仙台放送アナ）。
- 2025年4月29日 仙台放送「情熱！未来クリエイト　せんだいデザインリーグ2025」
  - 出演者：アンガールズ、飯田菜奈（仙台放送アナ）。

## 仙台建築都市学生会議
smtが開館した2001年（平成13年）1月、東北大学・東北工業大学・宮城大学の3校の建築を学ぶ学生有志が、阿部仁史らアドバイザーに迎えて結成した。翌2002年（平成14年）より、加盟校の学生ボランティアが主体になって「せんだいデザインリーグ」を開催している。以下は、現在の参加校。
- 東北大学（宮城県仙台市）
- 東北芸術工科大学（山形県山形市）（2019年度まで参加）
- 東北工業大学（宮城県仙台市）
- 東北学院大学（宮城県仙台市）
- 宮城大学（宮城県黒川郡大和町）
- 宮城学院女子大学（宮城県仙台市）（2008年度より参加）
- 山形大学（山形県米沢市）（2020年度より参加）